# ريكاردو ميلو
ريكاردو ميلو (بالبرتغالية: Ricardo Mello) مواليد 21 ديسمبر 1980 في كامبيناس، هو لاعب كرة مضرب برازيلي سابق بدأ مسيرته كمحترف سنة 1999 وكان يلعب باليد اليسرى، اعتزل اللعب في 2013. أعلى تصنيف له في الفردي كان المركز الـ 50 في سنة 2005. أعلى تصنيف له في الزوجي كان المركز الـ 118 في سنة 2005.

## الخط الزمني للأداء
مفتاح
| ف | ن | ن.ن | ر.ن | د# | د.م | ل | أ.أ | ت | غ | ب | ف | ذ | م.خ | ل.ت |

(ف) فاز بالبطولة (ن) وصل النهائي (ن.ن) نصف النهائي (ر.ن) ربع النهائي (د#) الأدوار الأربعة الأولى (د.م) دور المجموعات (ل) شارك في كأس ديفيز (أ.أ) خرج من الأدوار الاولى (ت) خسر التصفيات التأهيلية (غ) غاب عن الحدث أو البطولة (ب) حصل على ميدالية برونزية (ف) حصل على ميدالية فضية (ذ) حصل على ميدالية ذهبية (م.خ) بطولة الماسترز خُفضت إلى مرتبة أقل (ل.ت) البطولة لم تعقد في السنة المعينة.
لتجنب الارتباك وازدواجية الحساب، يتم تحديث هذه المعلومات إما في نهاية البطولة، أو عندما تكون مشاركة اللاعب في البطولة قد انتهت.
| الدورة            | 2004 | 2005 | 2006 | 2007 | 2008 | 2009 | 2010 | 2011 | 2012 | م.ف    | ف-خ  |
| ----------------- | ---- | ---- | ---- | ---- | ---- | ---- | ---- | ---- | ---- | ------ | ---- |
| أستراليا المفتوحة | د1   | د2   | د1   |      |      |      |      | د1   | د2   | 0 / 5  | 2–5  |
| فرنسا المفتوحة    | د1   | د1   |      | ت    |      | ت    | د1   | د1   |      | 0 / 4  | 0–4  |
| ويمبلدون          |      | د1   |      | ت    | ت    | ت    | د1   | د2   |      | 0 / 3  | 1–3  |
| أمريكا المفتوحة   | د3   | د2   |      | ت    | ت    | ت    | د2   | د1   | د1   | 0 / 5  | 4–5  |
| فوز-خسارة         | 2–3  | 2–4  | 0–1  | 0–0  | 0–0  | 0–0  | 1–3  | 1–4  | 1–2  | 0 / 17 | 7–17 |
| تصنيف نهاية العام | 70   | 112  | 133  | 251  | 199  | 151  | 76   | 85   |      |        |      |

## روابط خارجية
- ريكاردو ميلو على موقع رابطة محترفي التنس (الإنجليزية)
- ريكاردو ميلو على موقع الاتحاد الدولي لكرة المضرب (الإنجليزية)
- ريكاردو ميلو على موقع كأس ديفيز (الإنجليزية)
- ريكاردو ميلو على موقع خلاصة التنس.كوم (الإنجليزية)
- ريكاردو ميلو على موقع إي إس بي إن.كوم (الإنجليزية)
- ريكاردو ميلو على موقع اللجنة الأولمبية الدولية (الإنجليزية)